# Tour de Trump
Ne doit pas être confondu avec Trump Tower.
Le Tour de Trump est une ancienne course cycliste par étapes américaine disputée dans les États du Mid-Atlantic. Il a eu lieu en 1989 et 1990 et devait son nom à Donald Trump, son principal sponsor. Les vainqueurs des deux éditions sont le Norvégien Dag Otto Lauritzen et le Mexicain Raúl Alcalá. La course est reprise en 1991 par un nouveau sponsor, DuPont, et est renommée Tour DuPont.

## Les origines du Tour de Trump
La course était à l'origine sponsorisée par Donald Trump et connue sous le nom de « Tour de Trump » en 1989 et 1990. L'idée de la course a été conçue par le journaliste de CBS Sports John Tesh, qui avait couvert le Tour de France en 1987 et qui, à son retour, a suggéré au commentateur de basket-ball et entrepreneur Billy Packer d'organiser une course aux États-Unis. À l'origine, Packer avait prévu d'appeler la course « Tour de Jersey ». Il a contacté les représentants des casinos d'Atlantic City pour obtenir des sponsors, et Trump a proposé d'être le sponsor principal de la course et le partenaire commercial de Packer dans l'aventure. C'est Packer qui a suggéré le nom de Tour de Trump. Lors du départ du premier Tour de Trump en mai 1989, Trump lui-même a déclaré : « Lorsque [le nom] a été énoncé pour la première fois, je suis pratiquement tombé de mon siège. J'ai dit : « Vous plaisantez ? Les médias vont me tuer si j'utilise ce nom. Vous devez absolument vous moquer de moi ». Cependant, Trump aurait changé d'avis en l'espace de 20 secondes et aurait été convaincu par la valeur commerciale du nom.
Les avocats de Donald Trump ont ensuite envoyé une lettre de « cessation et d'abstention » aux organisateurs d'une course cycliste organisée à Aspen, dans le Colorado, et baptisée « Tour de Rump ». La lettre stipulait ce qui suit : « Vous utilisez le nom et la marque Tour de Rump en relation avec un événement cycliste "inaugural". Votre utilisation de ce nom et de cette marque est susceptible de prêter à confusion et constitue une contrefaçon de marque, une concurrence déloyale et une fausse désignation d'origine, le tout en violation des lois fédérales et étatiques applicables". L'avocat de l'organisateur, Ron Krajian, a répondu en faisant valoir que sa course était un événement local et non commercial, et qu'elle précédait le Tour de Trump. Aucune réponse n'a été reçue de la part des avocats de Trump et le Tour de Rump a eu lieu,.
Le montant total des prix offerts pour la première édition en 1989 était de 250 000 dollars, dont 50 000 dollars pour le vainqueur du classement général, ce qui, ajouté à la place de la course dans le calendrier international entre le Giro d'Italia et le Tour de France, la rendait attrayante pour les coureurs et les équipes de haut niveau, mais l'événement n'attirait pas les foules. Interviewé sur NBC avant le départ de la course de 1989, Trump a déclaré : « J'aimerais en faire l'équivalent du Tour de France ». La course a comblé un vide laissé par la disparition de la Coors International Bicycle Classic, qui avait été la principale course par étapes d'Amérique du Nord, mais qui s'est arrêtée après son édition de 1988. Certaines équipes européennes auraient manqué la Vuelta a España afin de participer au Tour de Trump.
Le Tour de Trump inaugural est parti d'Albany, dans l'État de New York, et s'est déroulé en 10 étapes, totalisant 1 347 km, dans cinq États de l'Est. L'itinéraire a mené la course d'Albany à Richmond, en Virginie, puis à Atlantic City, où elle s'est terminée devant le casino Trump. 114 coureurs de huit équipes professionnelles et 11 équipes amateurs ont participé à l'épreuve. Parmi les coureurs en lice figuraient Greg LeMond et Andrew Hampsten, et les équipes représentées comprenaient Lotto, Panasonic, PDM et l'équipe nationale soviétique.

## Palmarès
| Année | Champion           | 2e              | 3e                |
| 1989  | Dag Otto Lauritzen | Henk Lubberding | Eric Vanderaerden |
| 1990  | Raúl Alcalá        | Atle Kvålsvoll  | Erik Breukink     |